# Stadio Petriana
Stadio Petriana (nazywany także Stadionem Kardynała Francisa Josepha Spellmana) – stadion piłkarski w Rzymie we Włoszech.

## Charakterystyka
Obiekt znajduje się na terenie Pontificio Oratorio San Pietro, zaledwie kilkaset metrów od Watykanu. Ma pojemność 500 widzów i jest wyposażony w sztuczną nawierzchnię, oświetlenie i metalowe trybuny. Z boiska dobrze widać kopułę watykańskiej bazyliki św. Piotra.
Na obiekcie swoje mecze rozgrywała włoska drużyna Petriana Calcio, a także reprezentacja Watykanu. Stadio Petriana gościł reprezentantów Watykanu w maju 2014 roku podczas meczu z drużyną Monako (Monako zwyciężyło 2–0), a także w spotkaniu ze szwajcarskim SV Vollmond, wygranym przez Watykańczyków 5–1. Oprócz międzynarodowych spotkań towarzyskich, na Stadio Petriana odbywają się najważniejsze rozgrywki piłkarskie Watykanu – I liga Watykanu w piłce nożnej oraz Clericus Cup.